# Skipovac Gornji (Republika Serbska)
Skipovac Gornji (cyr. Скиповац Горњи) – wieś w Bośni i Hercegowinie, w Republice Serbskiej, w mieście Doboj. W 2013 roku liczyła 13 mieszkańców.